# سفارة النرويج في فيتنام
سفارة النرويج في فيتنام هي أرفع تمثيل دبلوماسي لدولة النرويج لدى فيتنام. تقع السفارة في هانوي وهي تهدف لتعزيز المصالح النرويجية في فيتنام.

## وصلات خارجية
- قائمة سفارات النرويج
- قائمة السفارات في فيتنام